# Vympel R-37
Vympel R-37 (НПО Вымпел) (tên ký hiệu của NATO: AA-X-13 Arrow) là một tên lửa không đối không của Nga được phát triển cho máy bay đánh chặn Mikoyan MiG-31. Nó là phiên bản nâng cấp của Vympel R-33 (AA-9 Amos). Tên lửa được thiết kế để phóng từ rất xa, nó có tầm bắn lên tới 300 km, hoặc tới 400 km ở phiên bản cải tiến R-37M, cự ly xa nhất thế giới đối với tên lửa không đối không. Nó được dùng để bắn hạ máy bay AWACS, máy bay tiếp dầu hoặc máy bay ném bom cỡ lớn từ ngoài khoảng cách mà các loại máy bay tiêm kích đối phương có thể đề phòng hoặc đánh trả MiG-31.
Tháng 4/1994, 1 chiếc MiG-31 đã thử nghiệm thành công tên lửa R-37, đánh trúng mục tiêu ở cự ly tới 300 km, kỷ lục thế giới ở thời điểm đó

## Thông số kỹ thuật

R-37

- Chiều dài: 4.20 m (13 ft 9 inches)
- Sải cánh: 0.7 m (2 ft 4 in)
- Đường kính: 380 mm (16 in)
- Khối lượng: 600 kg (1.320 lb)
- Đầu nổ: 60 kg , đầu đạn nổ mảnh
- Dẫn đường: giai đoạn đầu bằng quán tính, sau đó được ra-đa bán chủ động và chủ động dẫn đường
- Vận tốc: Mach 6
- Tầm bay: 400 km (186 mi)

## Liên kết
- www.airwar.ru